# Палат (село)
Вижте пояснителната страница за други значения на Палат.
Пала̀т е село в Югозападна България, част от община Струмяни, област Благоевград.

## Население

### Етнически състав
Преброяване на населението през 2011 г.
Численост и дял на етническите групи според преброяването на населението през 2011 г.:
|                     | Численост |
| Общо                | 46        |
| Българи             | 44        |
| Турци               | 2         |
| Цигани              | -         |
| Други               | -         |
| Не се самоопределят | -         |
| Неотговорили        | 2         |

## География
Село Палат се намира в планински район, в историко-географската област Каршияка. Селото се намира на 11 километра западно от град Сандански и на 9 километра югозападно от общинския център Струмяни в източните склонове на Малашевската планина. Климатът е преходно средиземноморски с летен минимум и зимен максимум на валежите. Средната годишна валежна сума е около 550 милиметра. До неотдавна в района на селото се добива флуорит. Землището на Палат е богато на подпочвени водни ресурси. На юг село Палат граничи със село Кръстилци, на север със село Цапарево, на запад със селата Велюшец и Игралище, а на изток със селата Вълково, Драката и Микрево. Селото се намира в близост до границата със Северна Македония.

## Архитектурен облик
Селището е разположено свободно и сравнително пръснато върху стръмните голи брегове на две малки почти сухи дерета с посока от югозапад и северозапад към североизток, които в източната част на селото се сливат в едно по-широко.
През 1969 в НИПК са регистрирани 30 архитектурни обекта в селото: църквата, 28 къщи и 1 стопанска постройка (плевня). През ноември 1975 екип от отдел „Изучаване“ на НИПК в състав: ст.н.с. I ст. арх. Рашел Ангелова, арх. Ст. Ангелов и строителен техник Евдокия Тодорова посещава селото. Той оглежда обектите, като констатира, че една от регистрираните къщи е изцяло съборена през 1973. Тази експедиция регистрира като паметници на архитектурата още 4 къщи в централната част на селото, под и над църквата.
В село Палат очертана селищна структура – улична мрежа и площадни уширения – до 1980 г. липсва. През 1980 г. до къщата на Яна Пашова се построява нова масивна сграда за кметство и кооперативен магазин; тогава е оформен площад около сградата, изграден е и циментов мост над дерето, свързващ новия магазин с центъра на селото. По това време се разширява отбивката от главния път до центъра на селото и самият централен площад, полага се асфалтова настилка на отбивката за селото, включително на целия площад около новия магазин. През този период се прокарва и улица от магазина по посока към долния край на селото, гробищния парк, разширява се черният път за с. Драката. През 1981 – 1982 г. е прокарана улица, свързваща долния и горния край на селото, минаваща покрай селския казан и резервоара на селото и излизаща на третокласния път Палат-Никудин; улицата е частично асфалтирана от къщата на Методи Чиликов до третокласния път. През тези години се прокарва и улица от площада до къщата на Диобера Стоянова, но поради липса на средства тя не достига до горния край на селото; прокарва се и улица зад храма „Св. Димитър“, излизаща на първата улица. Така въпреки тежкия релеф, върху който е разположено селото, е създадена частична улична мрежа с обща дължина около 3 км, по която да минават и спират пътни превозни средства. С изграждането на гореизброените улици близо 30% от сградите в селото получават лице към улица, а останалите сгради остават свързани с тези улици с кози пътеки. Изградено е и улично осветление с бетонни стълбове, обхващащо цялата улична мрежа.
Центърът на селото е оформен на единственото по-равно място, пред западния вход на църквата и северозападно от нея. Тук до 1980 г. се е намирал и смесеният магазин на потребителската кооперация, както и главната селска чешма. Сградата на основното училище, поради липса на по-подходящ терен, е изградена върху стръмния скат югоизточно от църквата.
Естественият релеф на терена и разположението на сградите очертават три големи групи, които, макар и сравнително разредени, визуално се възприемат като оформени ансамбли. Това са трите махали на селото: Вароша на южния скат на деретата, разположена източно и южно от църквата, която ѝ служи като организиращ акцент и естествен възел на пътеките; Долна махала – в източната част на селото и по северния скат на по-голямото дере; Горна махала – непосредствено продължение на Долна махала, разположено по-високо вследствие на природната конфигурация на терена.
Жилищният фонд на селото наброява около 70 къщи, от които 3 по-нови – от масивен тухлен градеж и с архитектурни форми, отличаващи се от характерната за селото архитектура. От старите къщи няколко са частично или по-чувствително преустроени чрез замяна на старата видима каменна зидария с тухлена (белосана или видима) и чрез подмяна на прозорци.
Поради минималния брой ново строителство общият архитектурен облик на селото е запазил и до днес старинния си вид. По-голямата част от къщите са строени в края на ХIХ – началото на ХХ век. Забележително е, че дори новите къщи подчертано запазват кубичните обеми и плановото решение на традиционната за селото архитектура.
Независимо от лошото им техническо състояние и несъответствието им на съвременните хигиенни норми, къщите в село Палат имат огромна културно-историческа стойност.
Православният храм „Свети великомъченик Димитър“ е изграден през 1857, изгорял през 1877 и изграден наново през 1883. Надпис над входа гласи: „Во славо светия единосущния животворящия и неразделимия Троици сотворися сей храм св.в.м. Димитрия в 1857 г. Изгоре в 1877. Согради ся пак в 1883. Изобразися в 1909 – 10 г. Църков. настоятел дедо Димитър Гачов. Зографи от Разлог, с. Банско Димитър, Михаил, Костадин, Георги.“
Църквата е трикорабна. Подът е покрит с каменни плочи. Таваните са плоски, дървени, с профилирани летви. Средният е по-висок, с мазан холкел, в средата му е изписан Пантократор, на запад има дървена розета. Колоните са дървени, обшити с дъски и измазани в кръг. Страничните кораби имат по една розета между първата и втората колона (от изток на запад). Прозорците са на един ред високо в стените. Иконостасът е дървен, таблен, правен през 1909 – 1910, от същото време датират и иконите в него. Отвън е каменна зидария, измазана през 1936, с един плитък холкелен корниз. Апсидата е една, полукръгла, ниска, със собствен покрив; над него има един овален отвор. На източната и западната фасада има по един трапецовиден фронтон. На западната фасада над входа има изображение на Свети великомъченик Димитър.
Други паметници на архитектурата са:
- къщата на Костадин Граматиков
- къщата на Елена Терзийска
- къщата на Григор Маламов
- къщата на Вангел Кундев
- къщата на Вангелия Митрева
- къщата на Иван Йончев
- къщата на Стойчо Кацарски
- къщата на Главучков
- къщата на Тачо Петов
- къщата на баба Катя Димитрова (глухата)
- къщата на Майсторски
- къщата на Салмаджийски
- къщата на Благой Стоев
- къщата на Никола Чеплаков
- къщата на Яна Пашова
- къщата на Доневи
- къщата на Димитър Костадинов
- къщата на Андрея Станков
- къщата на Стоян Дремджички
- къщата на Петър Цветков
- къщата на Манчо Ромев
- къщата на Екатерина Георгиева
- къщата на Андрей Николов

## История
Според народната етимология името на селото идва от честите паления на селото от турците. Според елиноведите името е късна (след X век) заемка от гръцки със значение „колиби“.
Сведения за съществуването и историческата съдба на селището в по-стари времена липсват. Няма данни и за времето на неговото възникване.
Името на село Палат се споменава във връзка с намерени в близост до него оброчни плочки на тракийския бог-конник и на богиня Артемида. В околностите на селото при селскостопански работи са намерени маски на сатири и менади, използвани по време на Дионисиевите тържества, датиращи от II век.
Ако се съди по това, че най-старите постройки не са по-ранни от средата на ХIХ век, може почти със сигурност да се твърди, че селището съществува като оформено село от около втората трета на ХVIII век. Името му обаче изглежда доста по-старо, което говори, че вероятно на това място е съществувало друго, по-примитивно по характер поселище.
През XIX век Палат е неголямо селище с чисто българско население, числящо се първоначално към Мелнишката каза, а след 1878 г. към Петричката каза на Серския санджак. В „Етнография на вилаетите Адрианопол, Монастир и Салоника“, издадена в Константинопол в 1878 година и отразяваща статистиката на населението от 1873 година, Палат (Palate) е посочено като село с 84 домакинства с 240 жители българи.
Съгласно статистиката на Васил Кънчов („Македония. Етнография и статистика“) към 1900 година Палат е чисто българско село. В него живеят 700 българи-християни. Според статистиката на секретаря на Българската екзархия Димитър Мишев („La Macédoine et sa Population Chrétienne“) в 1905 година населението на селото се състои от 978 българи екзархисти. В селото има 1 начално българско училище с 1 учител и 39 ученици.
Съгласно данните на Националния статистически институт от преброявания на населението, през годините Палат е със следния брой на населението:
| \| Година на преброяване \| Численост \| \| --------------------- \| --------- \| \| 1934 \| 473 \| \| 1946 \| 597 \| \| 1956 \| 681 \| \| 1965 \| 497 \| \| 1975 \| 242 \| \| 1985 \| 153 \| \| 1992 \| 116 \| \| 2001 \| 78 \| \| 2011 \| 46 \| \| 2021 \| 30 \| |           |
| Година на преброяване | Численост |
| 1934 | 473       |
| 1946 | 597       |
| 1956 | 681       |
| 1965 | 497       |
| 1975 | 242       |
| 1985 | 153       |
| 1992 | 116       |
| 2001 | 78        |
| 2011 | 46        |
| 2021 | 30        |

При избухването на Балканската война в 1912 година 13 души от Палат са доброволци в Македоно-одринското опълчение.
В периода между 1920 – 1926 година, част от жителите на село Палат се заселват покрай долината на река Струма и образуват Махала Драката (днешно с. Драката), като през 1995 година Махала Драката на с. Палат е обявена за отделно населено място със статут на село, като запазва единен пощенски код със с. Палат.
В село Палат има православен храм „Свети Димитър“, построен през 1857 година. В миналото хората са се събирали всяка неделя или на всеки църковен празник на селския площад, който се намира пред църквата и всяко семейство заставало на определено място и раздавало своите погачи и баници за здраве и благополучие на семейството. Палат се делило на няколко махали, разположени около сегашното село. По време на социализма в село Палат се произвежда много тютюн.
Хората са се прехранвали чрез земеделие или от мина „Славянка“, която се намира близо до селото. В селото е имало училище до седми прогимназиален клас. В него са учели ученици и от съседното село Вълково. След закриването на мината започва процес на миграция към съседните села.
След 1913 година селото е общински център в Петричката околия до преместването на общината в Микрево.
Село Палат е кметско наместничество в Община Струмяни.
Основна забележителност на селото е църквата „Свети Димитър“, обявена за архитектурен и художествен паметник на културата. Жителите на селото са православни християни. Всяка година на празника Свети Панталеймон на 26 юли се прави събор. Ежегодно се празнува и Спасов ден в местността Палатски връх.
През 2017 г. в Палат живеят едва 25 жители, като най-малкият е на 23 г. а най-възрастният на 88 г. Селото има фейсбук страница, изписана на кирилица "Село Палат Струмяни България".
Село Палат е електифицирано, водоснабдено, осветено, има покритие на трите мобилни оператора, има интернет, както и кабелна телевизия Вега-Сандански. В селото работи смесен магазин на ПК – Ограждан. Всеки ден с изключение на вторник и четвъртък има 2 автобуса за селото, тръгващи от автогара Сандански сутрин в 06:30 и следобед от 15:30, и обратно за Сандански в 08:20 и 17:20.

## Природа
През януари 2013 г. министърът на околната среда и водите Нона Караджова подписва заповед, с която се обявява за защитена местност „Находище на Вебиев див бадем" с цел опазването на растителния вид вебиев див бадем и неговото местообитание в землището на село Палат. Това става в рамките на проект „Изграждане на мрежа от защитени територии за опазване на растенията в България", осъществяван от Института за биологично разнообразие и екосистемни изследвания към БАН, в сътрудничество с МОСВ.

В околностите на село Палат се намира Пашовият дъб – на над 600 години, обявен за защитен със заповед на Комитета за опазване на природната среда от 7 май 1982.

## Личности
Родени в Палат
- Георги Тренев (1869 – 1947), български военен и революционер
- Димитър Торолинков, доброволец в четата на Иван Атанасов – Инджето през Сръбско-българската война в 1885 година[10]
- Дончо Златков (1865 – 1918), български революционер, войвода на ВМОК
- Златко войвода, български хайдутин, участник в Кресненско-Разложкото въстание, баща на Дончо Златков
- Иван Анастасов, македоно-одрински опълченец, 34 (36)-годишен, земеделец, неграмотен, 14 воденска дружина[11]
- Стою Торолинко, български хайдутин, участник в Кресненско-Разложкото въстание